# Catocala defasciata
Catocala defasciata là một loài bướm đêm trong họ Erebidae.